# Буфи, Юли
Юли Буфи (алб. Ylli Bufi; 25 мая 1948, Тирана) — албанский социалистический политик и государственный деятель, премьер-министр Албании с июня по декабрь 1991 года. Считается представителем реформаторского крыла бывших коммунистов.

## Происхождение. Химик-технократ
Родился в семье видного коммунистического активиста Сократа Буфи. В 1957 Сократ Буфи внезапно скончался от сердечного приступа. Юли Буфи уверен, что его отец был отравлен по приказу Мехмета Шеху, с которым он враждовал.
Окончил химический факультет Тиранского университета. Работал на химическом предприятии и на нефтеперерабатывающем заводе в Фиери.
Юли Буфи состоял в правящей компартии АПТ. С 1983 занимал государственные посты в правительственном комитете по науке и технике, был заместителем министра лёгкой промышленности и продовольствия. Отличался технократическим подходом в противовес доминировавшей при Энвере Ходже идеократической линии. При этом был далёк от политической оппозиционности, соблюдал полную лояльность режиму.

## Премьер-министр
В 1990—1991 коммунистический режим в Албании пал под ударами массовых протестов. Юли Буфи поддержал преобразование АПТ в Социалистическую партию Албании (СПА). Занимал пост министра лёгкой промышленности и продовольствия в правительстве Фатоса Нано.
5 июня 1991, на фоне массовых антиправительственных выступлений, президент Албании Рамиз Алия назначил Юли Буфи премьер-министром. Буфи констатировал критическое положение страны, сообщив, что продовольствия в Албании остаётся на 6 дней. Главными задачами он называл восстановление элементарного порядка, демократизацию страны и преодоление экономического коллапса за счёт получения иностранных кредитов. Иностранные наблюдатели характеризовали нового премьера как социал-демократа, неидеологизированного прагматика и квалифицированного антикризисного менеджера. Отмечалось его критическое отношение к прежней коммунистической системе.
Министром экономики в кабинете Буфи был назначен один из лидеров оппозиционной Демократической партии (ДПА) Грамоз Пашко. В качестве главы правительства Юли Буфи возглавлял албанскую делегацию в Ватикане при восстановлении отношений между Албанией и Святым Престолом.
Правительство Буфи не смогло стабилизировать ситуацию. Ответственность за это он возлагал на ДПА во главе с Сали Беришей, развернувшую жёсткую антиправительственную борьбу.

## В правительстве и в оппозиции
10 декабря 1991 президент Алия назначил новый «технический кабинет» во главе с Вильсоном Ахмети. На досрочных выборах 22 марта 1992 победу одержала ДПА. Юли Буфи вместе с СПА перешёл в оппозицию. Возглавлял парламентский комитет по промышленности, транспорту и торговле.
В 1997 СПА вернулась к власти. Правительство возглавил Фатос Нано. Юли Буфи являлся политическим советником премьера по национальному примирению (после массовых беспорядков), затем до 1999 занимал пост министра хозяйства и приватизации.
В 2002—2005, когда к власти вернулась ДПА Сали Бериши, Юли Буфи представлял Албанию в структурах Евросоюза. Затем был вице-спикером парламента, председателем комиссии по промышленности, торговле и экологии. Критиковал политическую тактику Эди Рамы, сменившего Фатоса Нано во главе СПА. Работает над крупным интернет-проектом.
Юли Буфи позиционируется как политик левых взглядов и убеждённый социалист.